# Dynamo Połtawa
Dynamo Połtawa (ukr. Футбольний клуб «Динамо» Полтава, Futbolnyj Kłub "Dynamo" Połtawa) – ukraiński klub piłkarski z siedzibą w Połtawie.

## Historia
Chronologia nazw:
- 1928—19??: Dynamo Połtawa (ukr. «Динамо» Полтава)

Piłkarska drużyna Dynamo została założona w Połtawie w XX wieku. W 1936 zespół startował w rozgrywkach Pucharu ZSRR. W 1946 klub debiutował w Trzeciej Grupie, centralnej strefie ukraińskiej Mistrzostw ZSRR. Potem klub występował w rozgrywkach mistrzostw i Pucharu obwodu połtawskiego, dopóki nie został rozwiązany.

## Sukcesy
- Trzecia Grupa, centralna strefa ukraińska:

2. miejsce: 1946
- Puchar ZSRR:

1/256 finału: 1938
- mistrzostwo obwodu połtawskiego:

mistrz: 1947
- Puchar obwodu połtawskiego:

zdobywca: 1947